# ووهاوچو
ووهاوچوقصبه در جمهوری خلق چین است که در شهرستان خودمختار یانچی هوئی واقع شده‌است. شهر ووهاوکو ۹۶ کیلومتر مربع مساحت و ۱۴٬۷۹۱ نفر جمعیت دارد.